# メルヘンシアター

メルヘンシアター

メルヘンシアターは、サンリオピューロランド内の1階に位置するエンターテインメント用に設計された劇場の名称。1990年秋のサンリオピューロランドの全館竣工後、同年11月より使用を開始。館内は群青色（濃紺）に塗色され、音響反射率を考慮し設計されたリフレクター（固定）内臓式の天井と壁面があり、電動式多段バトン設備や中型ターンテーブルを実装し効率が良く動線に優れた中型劇場として機能している。後に1996年春に一部改修され、壁面の音響反射率を更に高めた。なお、音響送出卓はマルチチャンネル対応型デジタル/アナログ両用卓で送出装置は1990年当時最新式の「S-DAT」と「R-DAT」を併用した。

## 概要
- 施設名称：「メルヘンシアター」
- 座席数：351席（※1990年現在） → 315席（※2025年現在）
- 使用開始日：1990年11月1日

## 主な設備
- 緞帳設備一式（※電動式/マニュアル切り替え対応)
- 電動自動式多段バトン装備一式
- 舞台用中型ターンテーブル設備一式（※設計・施工：三菱重工業）
- 大型スクリーン設備一式
- ピンスポットライト設備一式
- 舞台側照明設備一式
- ワイヤレスマイク設備8式（A波、B波)一式
- マルチチャンネルミキサー設備一式(デジタル/アナログ対応)
- S-DAT式デジタル送出設備一式（※設計・施工：株式会社日本ビクター/株式会社SONY共同施工）
- R-DAT式デジタル送出設備一式（※設計・施工：株式会社日本ビクター）
- PA設備一式
- 無線式/有線式インカム設備6式
- 館内用有線電話設備2式
- 35ミリフィルム映写設備一式（※ハロゲン光源対応）
- 16ミリフィルム映写設備一式（※ハロゲン光源対応）
- 出演者用楽屋設備4箇所（※バックステージ内/ヤード含む）

### 施工協力
- 株式会社日本ビクター
- 株式会社ビクター特機
- 株式会社SONY

### 付記
- 客席配置は観客動線を考慮し設計しているが、鳥瞰図で観た場合「ハート形」になっている点が特徴である。
- 本シアターで使用されている舞台装置の一部（三菱重工業製の舞台装置）は、かつてピューロランド内に存在したアトラクションの「ゴールの伝説」（現在の「エンターテイメントホール」の場所）内の舞台装置にもあった。